# Gmina Qendër Bilisht
Gmina Qendër Bilisht (alb. Komuna Qendër Bilisht) – gmina położona we wschodniej części Albanii. Administracyjnie należy do okręgu Devoll w obwodzie Korcza. W 2011 roku populacja gminy wynosiła 5 440 osób, 2 707 kobiet oraz 2 733 mężczyzn, z czego Albańczycy stanowili 92,35% mieszkańców. 
W skład gminy wchodzi dziesięć miejscowości: Tren, Vërnik, Kapshticë, Kuç, Kurilë, Poloskë, Vishocicë, Trestenik, Bitinckë, Zagradec.